# Château de Sakura
Le château de Sakura (佐倉城, Sakura-jō) était un château japonais située à Sakura dans la préfecture de Chiba. Il n'en reste que quelques vestiges et le site est aujourd'hui occupé par le musée national d'histoire japonaise.

## Histoire
Doi Toshikatsu commença la construction du château de Sakura en 1610. Il reprenait les fondations et les travaux de terrassement du château que le clan Chiba avait commencé de construire sur le même site. Le château fut achevé en 1617.
Pendant l'époque d'Edo, le château de Sakura était gouverné par les seigneurs du domaine de Sakura, fidèles au shogunat Tokugawa. Il était considéré comme un lieu d'importance stratégique parce qu'il protégeait le flanc oriental d'Edo. À son apogée, c'était un grand complexe mais contrairement à la plupart des châteaux japonais, il n'avait pas de murs en pierre. Les lignes défensives étaient renforcées par des douves profondes et sèches, et des remblais en terre délimitaient les coursives. Le donjon principal était en fait un yagura provenant du château d'Edo.
Le château est démantelé à la restauration de Meiji. Les seuls vestiges aujourd'hui sont les douves et quelques remblais. Le musée national d'histoire japonaise, construit au début des années 1980, se trouve au nord-ouest. Le reste du site est occupé par un parc.

## Chronologie
Le château a été érigé par Chikamiki Kashima durant l'ère Tenbun sur les ordres de Chikatane Chiba. Kunitane Chiba a par la suite tenté de rénover le château, mais cette tentative a été interrompue par son assassinat.
En 1610, Toshikatsu Doi, un général samouraï et membre de l'administration du shogunat de Tokugawa, commence la construction du château.
En 1813, la tour du château est détruite par un incendie provoqué par des bandits.
En 1873, la première administration militaire, Tokyo Chindai Sakura Branch, est créée et le château est déclaré château délaissé. Les bâtiments de l'ancien château sont détruits et retirés pour faire place à une caserne.
Onze ans plus tard, en 1884, le quartier général du 2e régiment d'infanterie est transféré d'Utsunomiya.
En avril 1908, le quartier général du 2e régiment d'infanterie est transféré de Sakura à Mito, puis, en mars 1909, le 57e régiment d'infanterie est transféré de Narashino.
Le château est désigné comme site historique municipal en 1962.
Le 14 avril 1981, un musée national d'histoire et de folklore ouvre sur le site du château.
Le 6 avril 2006, le château de Sakura obtient la vingtième position dans la liste dressée par la Fondation des châteaux japonais appelée Cent châteaux japonais remarquables.
Le 30 juin 2015, le centre du parc Sakura Joshi est rénové en un bâtiment de style castral et les expositions internes sont réarrangées.